# 南関東地震活動期説
南関東地震活動期説（みなみかんとうじしんかつどうきせつ）は、日本の関東地方南部が、1980年代あるいは1990年代以降地震の活動期に入ったとする考え方、仮説である。

## 解説
過去に日本の関東地方で起こった地震を時間を軸にして表にまとめると、その地域での最大規模（マグニチュード8.0前後）の地震である関東地震が発生する前後の数年間～数十年間、地震の多い時期（活動期）が見られることがわかる。また、相対的に地震の少ない時期（静穏期）も見られる。このような傾向は西日本にも同様に見られる。
関東地方が政治の中心となり人口も増えた江戸時代以降、この地域での災害研究や防災の必要性は増してきた。明治時代には地震学も発達した。こうした流れの中で、1923年に発生した関東大地震（関東大震災）の前後には盛んに地震予知に関する研究が行われた。その背景として、関東大地震前の数十年間に関東地方南部で被害を出すような大きな地震が相次いで発生し、地震が増えているとの認識が震災前からあったことが指摘されている。こうした理由から、南関東で地震の発生が周期的に変化しているとの説が早くから生まれていた。
この後、河角広により「南関東大地震69年周説」というものが唱えられた。南関東では約69年（誤差十数年あり）周期で大地震が発生しており、次の大地震は1991年を中心とした前後数十年間に発生するのではないかという説である。主として鎌倉での被害地震の記録を元にたてられた説である。これは1964年、国会の地震対策委員会でも取り上げられた。しかし、後になって周期的な地震には2種類あることが解明されたためにこれは否定され、新たな説が立てられた。
南関東では、周期的に発生する地震が2種類ある。70年～80年に1回発生するM7クラスのプレート内（直下型）地震（南関東直下地震）と、約200年に1回発生するM8クラスのプレート間（海溝型）地震（関東地震）である。南関東の地震活動は、後者の約200年間隔の地震に合わせて変化しているとの説が有力であり、前回の活動期は関東大地震前の数十年間で、現在までの数十年間は静穏期ではないかとされている。
一方で、現在すでに活動期に入りつつあるとする考え方もある。1980年の伊豆半島東方沖地震、1987年の千葉県東方沖地震、2005年の千葉県北東部地震や千葉県北西部地震など、中規模の地震の発生が増えていることを理由としている。また、1703年の元禄地震(M8.2)に比べて1923年の関東大地震(M7.9)は規模が小さく、エネルギーの解放が小さいため次の大地震の周期は短いのではないかという理由もある。
また、南関東における地震の周期的変化の特徴として、静穏期から活動期へと地震活動が増えるとともに、毎回発生する地震の規模が次第に大きくなることが挙げられる。
- 1615年[5]慶長江戸地震(M6.4)→1649年[6]慶安江戸地震（武蔵・下野地震）(M7.1)→1703年元禄大地震(M8.2)
- 1855年安政江戸地震(M6.9)→1894年明治東京地震(M7.0)→1923年（大正12年）関東大地震(M7.9)

これは西日本などとは異なる特徴である。また、関東大地震の後の1931年西埼玉地震などのように、200年周期の大地震の後は、大地震の発生地域が関東地方北部に移るとの考え方もある。
ただし、現状では日本地震学会や気象庁などの公的研究機関がこの仮説を公に認めているわけではない。
こういった周期も考慮して、今後数十年以内に南関東で地震が発生する可能性はかなり高いと考えられており、政府の地震調査委員会の推定では南関東での直下型地震の発生確率（M7前後）は2007年～2036年の30年間で70%と非常に高い。ただし、この数値には異論もある。